# Alexei Nikolajewitsch Seliwjorstow
Alexei Nikolajewitsch Seliwjorstow (russisch Алексей Николаевич Селивёрстов; * 24. Juli 1976 in Ufa) ist ein ehemaliger russischer Bobfahrer.

## Karriere
Alexei Seliwjorstow kam 1996 zur russischen Nationalmannschaft und hatte bei der Europameisterschaft 1998 als Anschieber von Pawel Schtscheglowski im Viererbob seinen ersten großen internationalen Einsatz. Gemeinsam mit Konstantin Djomin und Wladislaw Possedkin belegten sie den 15. Platz. In der gleichen Besetzung belegten sie als einziger russischer Bob im Viererbob-Wettkampf bei den Olympischen Winterspielen 1998 in Nagano den 19. Platz. Zur Jahrtausendwende wechselte Seliwjorstow dann in den Bob von Alexander Subkow. Bei den Olympischen Winterspielen 2002 belegten sie gemeinsam mit Filipp Jegorow und Alexei Andrjunin im Viererbob-Wettkampf von Park City den 16. Rang. Seine erste internationale Medaille gewann Seliwjorstow dann zusammen mit Subkow, Dmitri Stjopuschkin und Sergei Golubew bei der Weltmeisterschaft 2003, wo sie auf dem dritten Rang landeten. In der gleichen Besetzung gewann die Crew zudem im Jahre 2005 den Europameistertitel sowie die Silbermedaille bei der Weltmeisterschaft. Darüber hinaus konnten sie mehrere Siege bei Rennen im Weltcup verzeichnen und 2006 mit Bronze eine weitere EM-Medaille gewinnen. Bei den Olympischen Winterspielen 2006 feierte Seliwjorstow seinen größten Erfolg, als er zusammen mit Alexander Subkow, Filipp Jegorow und Alexei Wojewoda Silber im Viererbob-Wettkampf auf der Cesana Pariol gewann. Anschließend beendete er seine Karriere.
Nach seiner Karriere als Bobsportler, begann er als Athletiktrainer für Eishockeyclubs wie Toros Neftekamsk, Salawat Julajew Ufa, den HK Witjas, Awtomobilist Jekaterinburg oder auch die Belarussische Eishockeynationalmannschaft zu arbeiten.
Bei der Sommer-Universiade 2013 in Kasan sowie bei den Olympischen Winterspielen 2014 in Sotschi war Seliwjorstow einer der Fackelträger.